# Brisgovia

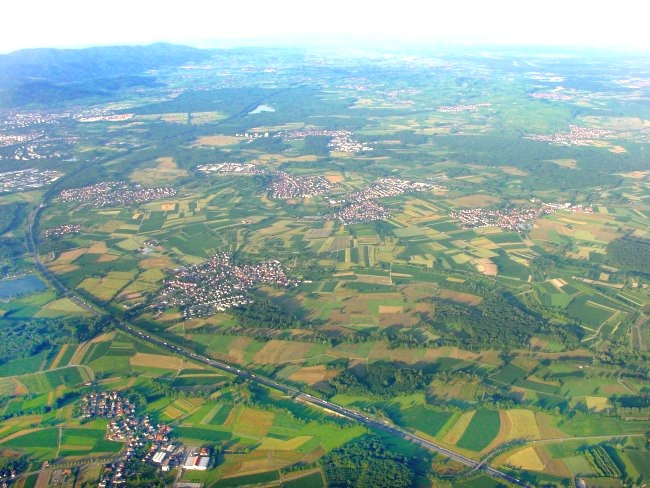
Vista aerea della Brisgovia

La Brisgovia (in tedesco Breisgau) è una regione storico-geografica della Germania sudoccidentale nell'odierno land del Baden-Württemberg.
Si trova tra il Reno superiore e la Foresta Nera.
Suo centro principale è Friburgo in Brisgovia.

## Geografia
La Brisgovia è delimitata a sud dalla regione del Markgräflerland, convenzionalmente la frontiera viene collocata tra Staufen im Breisgau e Heitersheim, ad ovest il corso del Reno la separa dall'Alsazia, ad est è delimitata dalle pendici occidentali della Foresta Nera, mentre a nord confina con la regione dell'Ortenau.
La Brisgovia comprende:
- la pianura renana di origine alluvionale con i suoi ampi campi coltivati a cereali, mais e spesso con colture particolari come asparagi, fragole e in passato persino il tabacco)
- le aree vinicole e di produzione di frutta delle colline ai piedi della Foresta Nera e del Kaiserstuhl (vulcano spento fra il Reno e la Foresta Nera)
- le boscose pendici occidentali della Foresta Nera

Da un punto di vista climatico è una delle regioni più calde della Germania, la temperatura media si colloca intorno agli 11 °C, le precipitazioni medie intorno ai 900 mm annui.

## Storia
La desinenza "gau" indica che fu un distretto amministrativo del regno degli Alemanni nel V secolo, con il nome di Breisgau.
Nell'XI secolo divenne una contea degli Hohenstaufen duchi di Svevia, successivamente passò ai margravi di Zähringen.
Nel 1218 fu divisa tra i loro eredi dai margravi del Baden, i conti di Kyburg e quelli di Urach.
Nel 1340 gran parte della regione fu ereditata dagli Asburgo che - salvo la breve parentesi dal 1469 al 1474, quando fu ceduta a Carlo il temerario duca di Borgogna - la governarono fino alla pace di Luneville del 1801, essendo stata promesse alla Casa d'Este nel trattato di Campoformio. La Brisgovia austriaca con capoluogo Friburgo si estendeva per circa 1 650 chilometri quadrati e comprendeva le signorie di Herbolzheim, Kenzingen, Endingen, Triberg, Waldkirch, Altbreisach, Krozingen, Villingen, Braeunlingen, Schoenau, Neuenburg, la Fricktal (ora della Svizzera), le città della Selva Nera (Waldshut, Laufenburg, Rheinfelden, Saeckingen) e la exclave di Land Ehre in Alsazia.